# Medynia Kańczucka
Medynia Kańczucka – wieś w Polsce położona w województwie podkarpackim, w powiecie przeworskim, w gminie Kańczuga.
W latach 1975–1998 miejscowość administracyjnie należała do województwa przemyskiego.
W lipcu 1947 r. liczna grupa mieszkańców Medyni Kańczuckiej, osiedliła się we wsi Suchy Dwór, leżącej 5 km na południe od Wrocławia.
| SIMC    | Nazwa        | Rodzaj    |
| ------- | ------------ | --------- |
| 0604382 | Kłapówka     | część wsi |
| 0604399 | Koło Zagórza | część wsi |